# Pozdyně
Pozdyně je malá vesnice, část obce Hvožďany v okrese Příbram ve Středočeském kraji. Nachází se asi 1,5 kilometru jihozápadně od Hvožďan. Pozdyně je také název katastrálního území o rozloze 2,39 km².

## Historie
První písemná zmínka o Pozdyni pochází z roku 1439, kdy vesnice patřila Janu Ocáskovi. V roce 1467 na zdejší tvrzi sídlil Václav Ocásek, který působil ve službách Zdeňka Konopišťského ze Šternberka při jeho sporech s králem Jiřím z Poděbrad. Pozdyňský statek byl v roce 1494 připojen ke Hvožďanům. Tvrz tehdy ještě stála a zanikla až v průběhu šestnáctého století. Roku 1525 vesnici s pustou tvrzí od Bohuslava Vyduna z Obytec koupil Jindřich Koupský z Břízy. V dědickém řízení jeho dcery Žofie z roku 1542 je už zmíněn pouze dvůr.

## Přírodní poměry
K východnímu okraji vesnice zasahuje přírodní památka Rybník Vočert a Lazy.

## Obyvatelstvo
| Rok            | 1869 | 1880 | 1890 | 1900 | 1910 | 1921 | 1930 | 1950 | 1961 | 1970 | 1980 | 1991 | 2001 | 2011 | 2021 |
| -------------- | ---- | ---- | ---- | ---- | ---- | ---- | ---- | ---- | ---- | ---- | ---- | ---- | ---- | ---- | ---- |
| Počet obyvatel | 259  | 270  | 265  | 256  | 222  | 223  | 190  | 154  | 137  | 100  | 65   | 38   | 37   | 33   | 31   |
| Počet domů     | 40   | 42   | 43   | 43   | 42   | 38   | 37   | 37   | 35   | 34   | 30   | 35   | 34   | 35   | 37   |

## Obecní správa
Při sčítání lidu v letech 1850–1879 Pozdyně bylo osadou obce Březí v okrese Blatná. V letech 1880–1964 bylo samostatnou obcí, se kterým patřilo nejprve do okresu Blatná, ale od roku 1960 v okrese Příbram. Od 14. června 1964 je částí obce Hvožďany v okrese Příbram. V letech 1880–1897 k obci patřil Tisov.

## Galerie

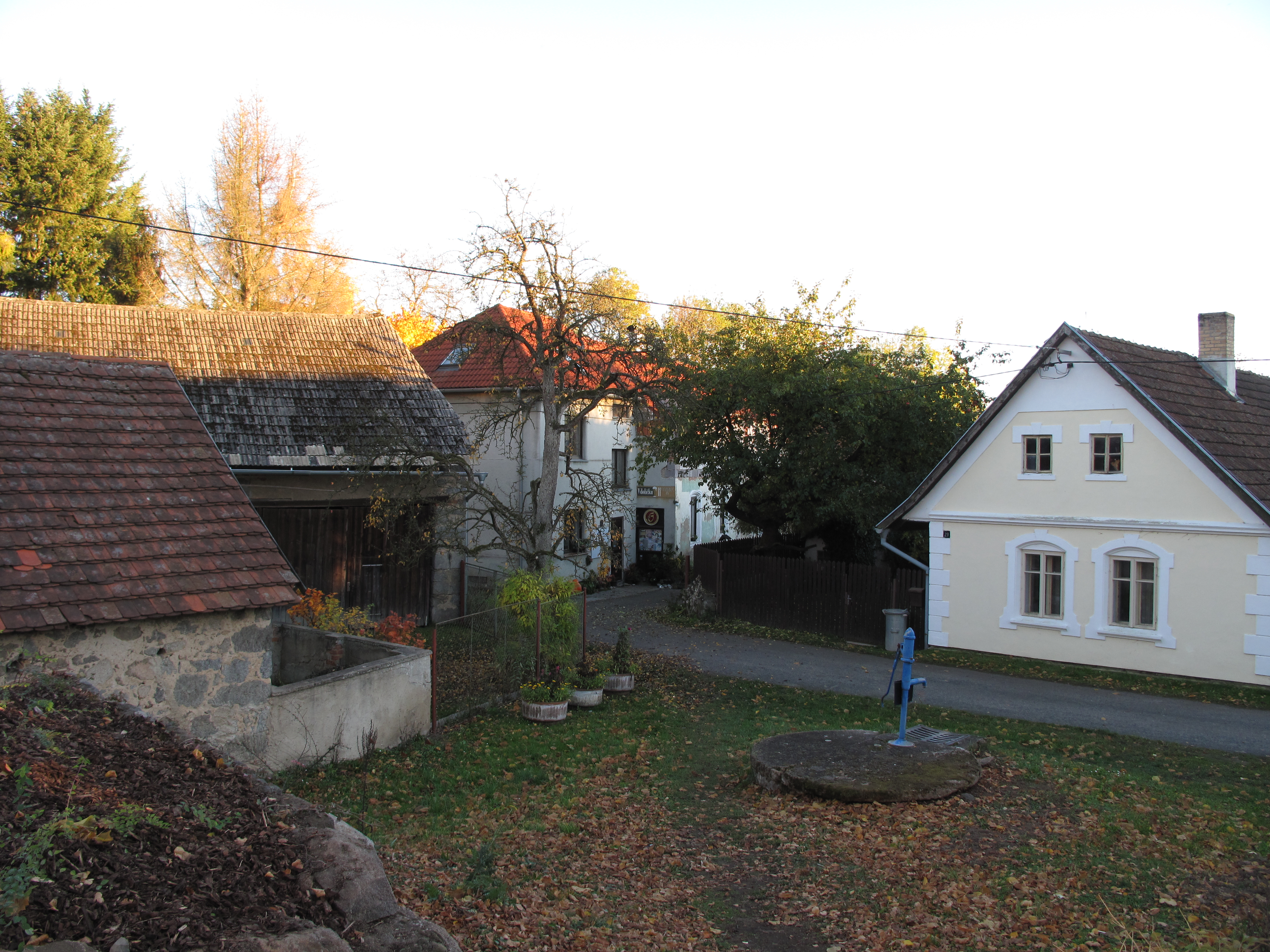
Hospoda
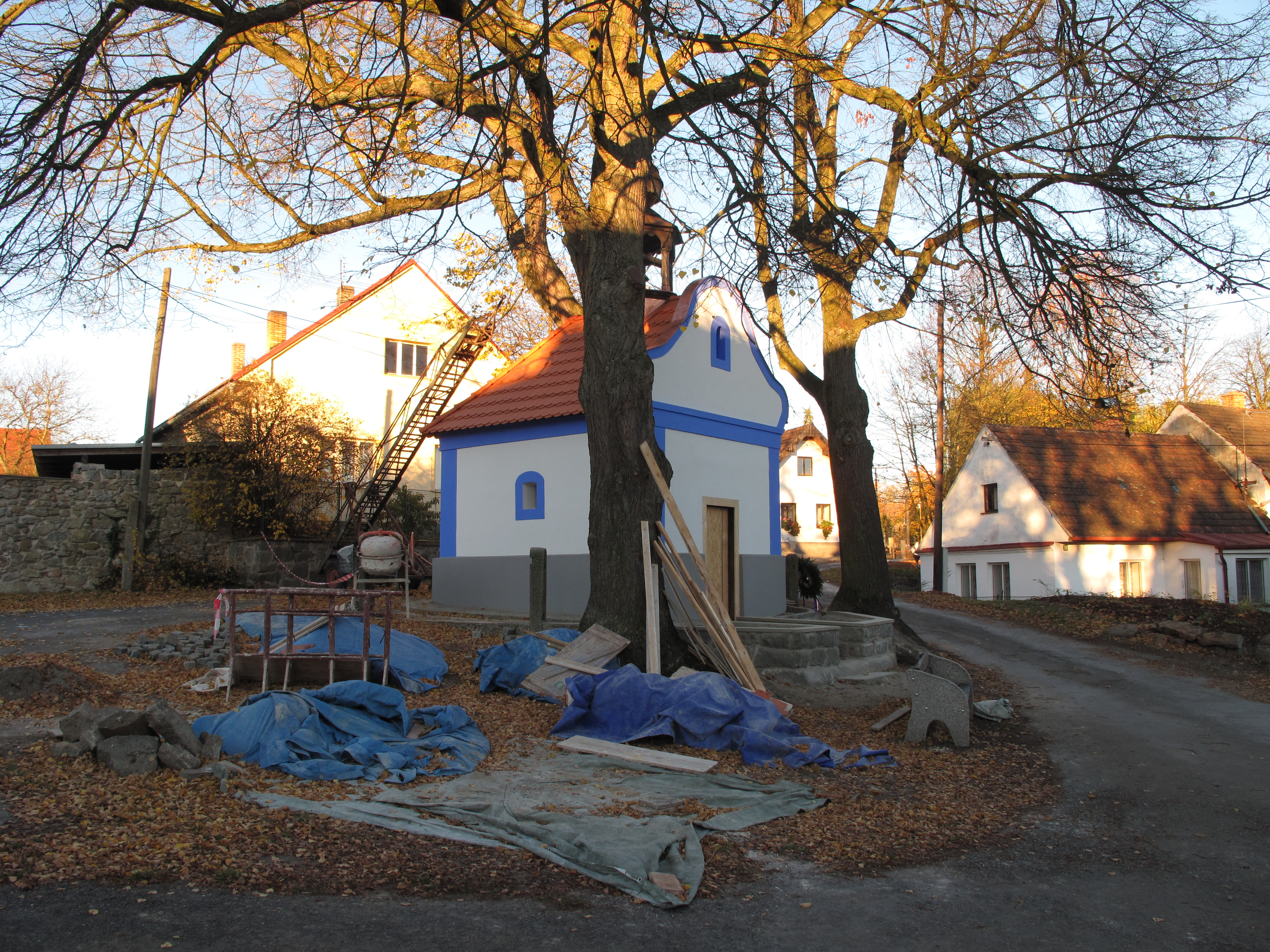
Rekonstrukce kapličky
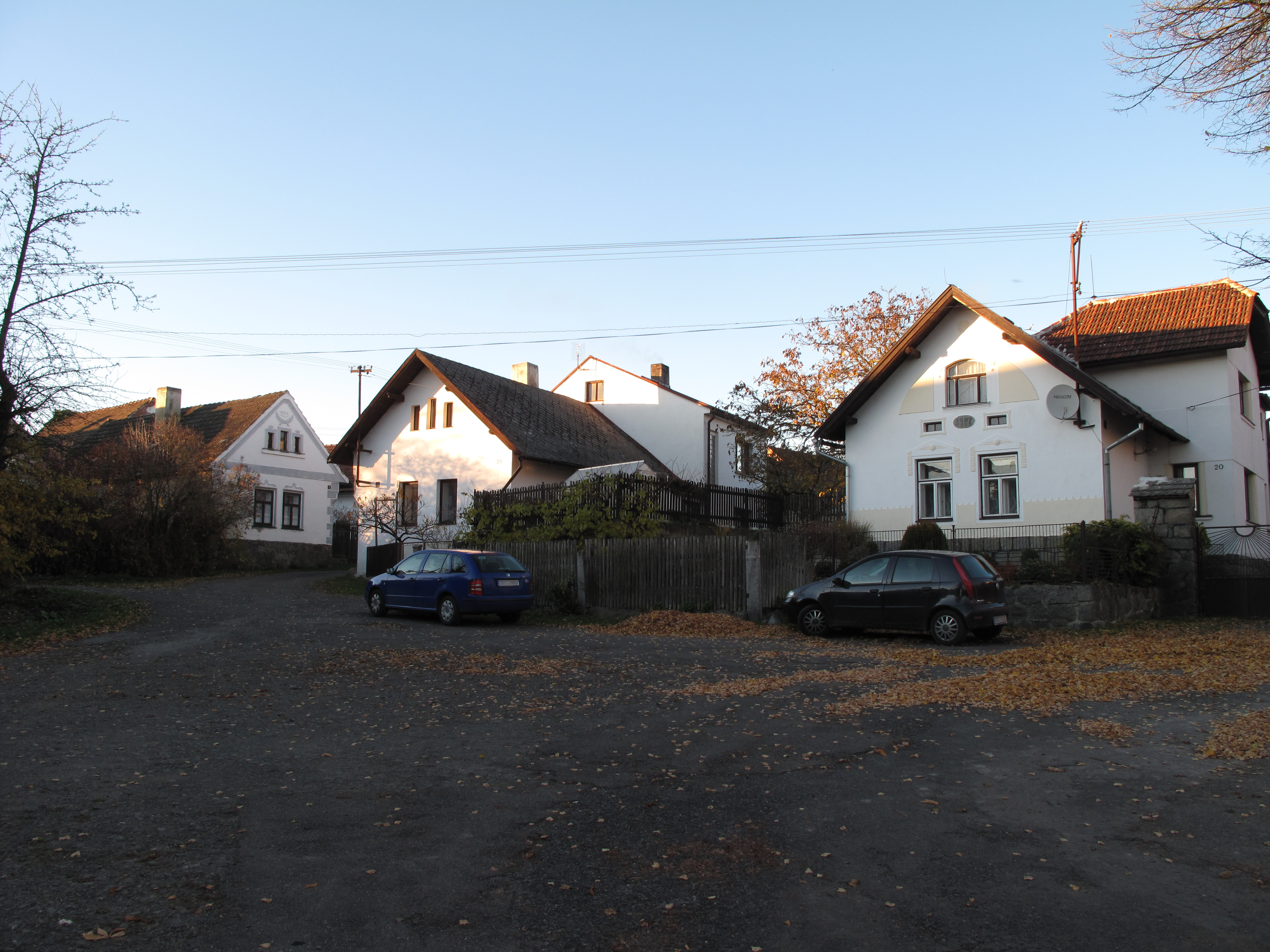
Domy na návsi
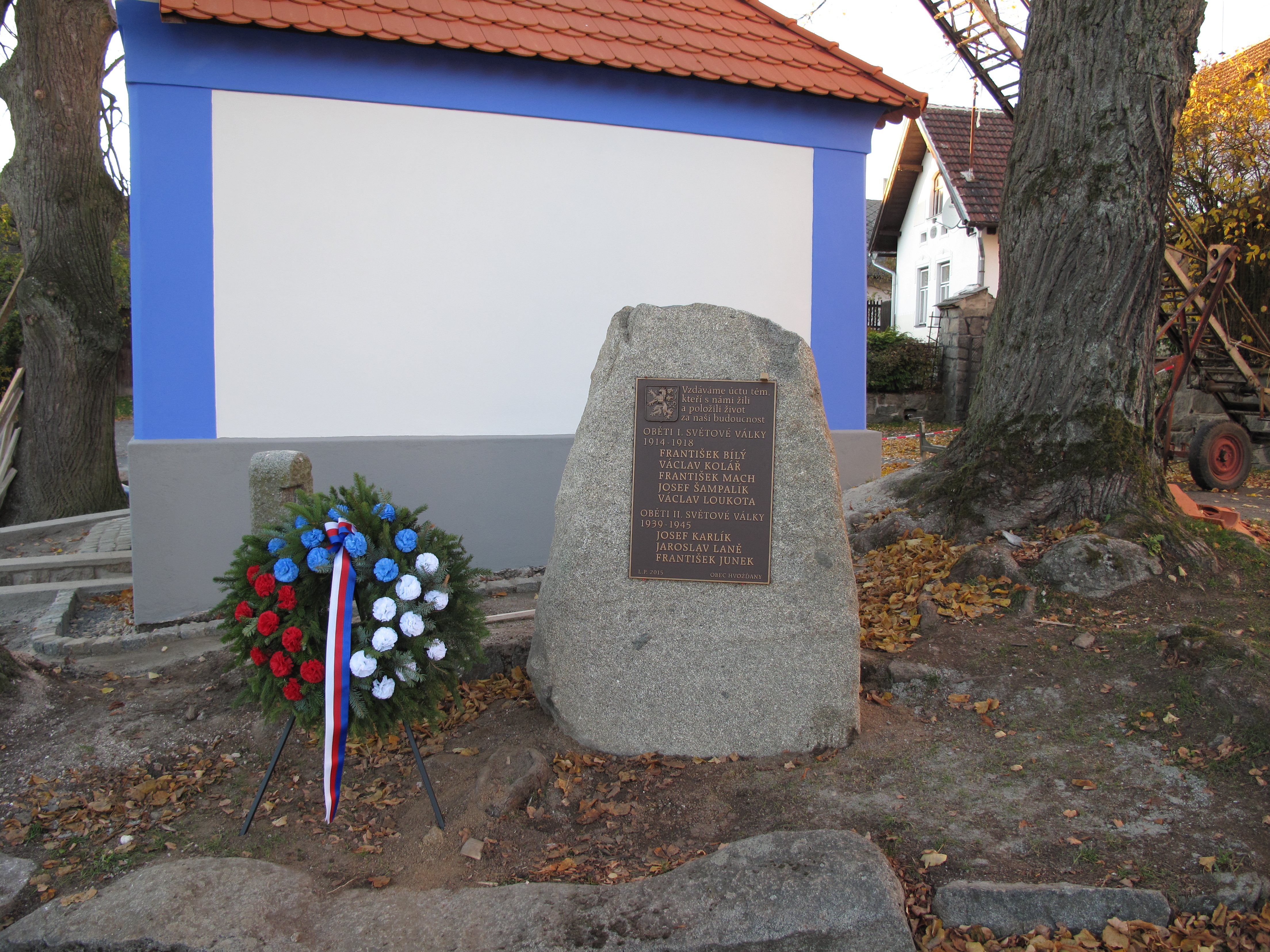
Pomník
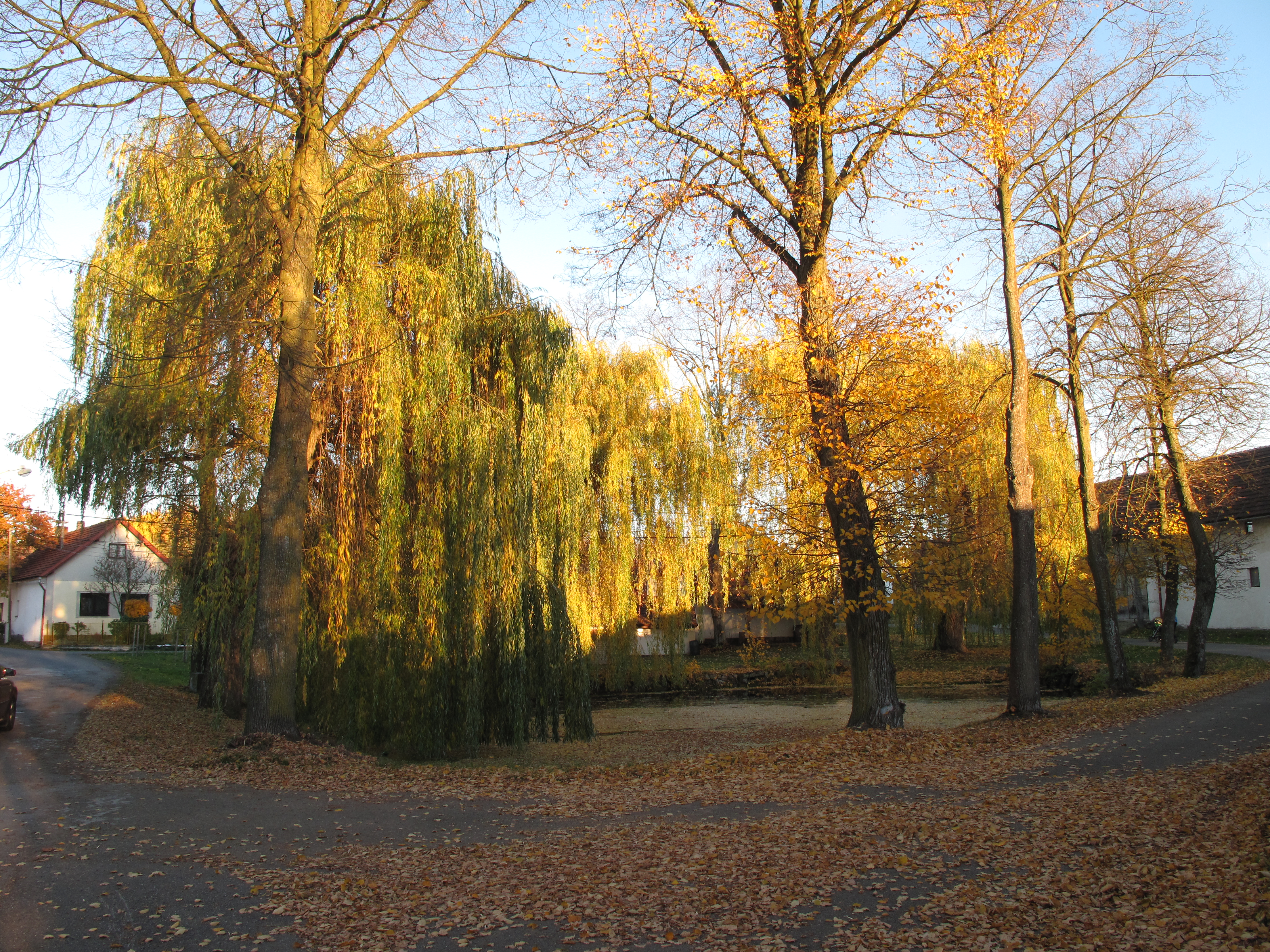
Rybník